# Šárka Strachová
Šárka Strachová, geb. Šárka Záhrobská [ˈʃaːrka ˈzaːhrɔpskaː] (* 11. Februar 1985 in Benecko) ist eine ehemalige tschechische Skirennläuferin. Sie gehörte über Jahre zu den besten Athletinnen in der Disziplin Slalom, in der sie 2007 Weltmeisterin war. Daneben startet sie in den Disziplinen Riesenslalom, Super-G und Super-Kombination. Bis 2013 trat sie unter dem Namen Záhrobská an. Ihr älterer Bruder Petr Záhrobský (* 1980) war ebenfalls Skirennläufer.

## Biografie
Záhrobskás Karriere ist das Ergebnis der langfristigen Planung ihres Vaters. Petr Záhrobský, Rechtsanwalt von Beruf, war zuvor nie Ski gefahren. Er studierte jedoch detailliert die theoretischen Grundlagen des alpinen Skisports und baute anhand seiner autodidaktisch erworbenen Kenntnisse systematisch die Karriere seiner Tochter auf, deren Talent er früh erkannte. Seit jeher ist er ihr persönlicher Trainer und führt ein kleines Betreuerteam, das nicht mit dem tschechischen Skiverband zusammenarbeitet.
Im Jahr 2000 siegte Záhrobská beim Trofeo Topolino. Ab November 2000 nahm sie an FIS-Rennen teil. Vier Tage vor ihrem 16. Geburtstag sorgte Záhrobská für Schlagzeilen, als sie bei den Weltmeisterschaften 2001 in St. Anton am Arlberg den 21. Platz im Riesenslalom erreichte – und dies, obwohl sie vorher noch nie bei einem Weltcup-Rennen an den Start gegangen war. Ab Januar 2002 folgten Einsätze im Europacup. Am 15. Dezember 2002 ging sie erstmals bei einem Weltcup-Rennen an den Start und wurde auf Anhieb Fünfte.
In der Folge konnte Záhrobská diese Leistung mit konstanten Ergebnissen bestätigen. In St. Moritz erreichte sie bei den Weltmeisterschaften 2003 den neunten Platz im Riesenslalom. Bei den Juniorenweltmeisterschaften in Maribor im darauf folgenden Jahr gewann sie je eine Bronzemedaille im Slalom und in der Kombination. Nach mehreren Platzierungen unter den besten zehn konnte sie sich bei den Weltmeisterschaften 2005 in Santa Caterina endgültig an der Weltspitze etablieren, als sie hinter Janica Kostelić und Tanja Poutiainen die Bronzemedaille im Slalom gewann. Im selben Jahr kam der Gewinn der Slalom-Goldmedaille bei den Juniorenweltmeisterschaften 2005 in Bardonecchia hinzu.
Verglichen mit dem Vorjahr hatte Záhrobská in der Saison 2005/06 einen Rückschritt zu verzeichnen: Im Weltcup kam sie nicht über einen achten Platz hinaus und bei den Olympischen Winterspielen 2006 war ein 13. Platz ihr bestes Ergebnis. Den versöhnlichen Abschluss bildeten jedoch die Riesenslalom-Siege bei den nationalen Meisterschaften Sloweniens und Kroatiens (vor Janica Kostelić). Weitaus besser verlief die darauf folgende Saison: Am 4. Januar 2007 schaffte sie in Zagreb auch im Weltcup erstmals einen Podestplatz und bei den Weltmeisterschaften 2007 in Åre gewann sie die Slalom-Goldmedaille vor der favorisierten Marlies Schild und Anja Pärson. Im Slalom-Gesamtweltcup belegte sie den dritten Platz.
Auch im Winter 2007/08 überzeugte Záhrobská weiter. Sie fuhr im Slalom beständig unter die besten zehn und erreichte den fünften Platz in der Slalom-Gesamtwertung. Darüber hinaus konnte sie sich im Riesenslalom im Mittelfeld etablieren. Nach insgesamt fünf Podestplätzen gelang ihr am 30. November 2008 der erste, lang erwartete Sieg in einem Weltcuprennen, als sie den Slalom in Aspen für sich entschied. Mit zwei weiteren Podestplätzen erreichte sie in der Saison 2008/09 hinter Maria Riesch den zweiten Rang im Slalomweltcup. Eine weitere Medaille, diesmal die silberne, gewann sie im Slalom bei den Weltmeisterschaften 2009 in Val-d’Isère. Bei den Olympischen Spielen 2010 in Vancouver sicherte sie sich im Slalom mit Bronze ihre erste Olympiamedaille. Im Slalomweltcup kam Záhrobská in der Saison 2009/10 mit ihrem zweiten Sieg in Aspen zum vierten Mal in Folge unter die besten fünf. Mit dem tschechischen Team gelang beim Saisonfinale am 14. März 2010 in Garmisch-Partenkirchen unerwartet der Sieg vor der Schweiz und vor Österreich im nur zum Nationencup zählenden Mannschaftsbewerb.
Etwas weniger erfolgreich war die Saison 2010/11, in der sie erstmals seit fünf Jahren ohne Podestplatz blieb und auf den zehnten Rang im Slalomweltcup zurückfiel. Bei den Weltmeisterschaften 2011 in Garmisch-Partenkirchen wurde sie Zwölfte im Slalom. Auch die Saison 2011/12 verlief enttäuschend. Ihr bestes Resultat verzeichnete sich gleich am Beginn der Saison beim Slalom von Aspen mit einem 13. Rang. Im Juli 2012 wurde ihr ein gutartiger Hirntumor entfernt. Sie konnte bereits im September wieder mit dem Schneetraining beginnen und kehrte im November 2012 in den Weltcup zurück. Im Verlaufe der Saison 2012/13 konnte sie sich trotz des Trainingsrückstands fünfmal unter den besten 15 klassieren. Sie heiratete im April 2013 Antonín Strach und geht seither unter dem Namen Strachová an den Start.
Bei den Olympischen Winterspielen 2014 in Sotschi trug Strachová bei der Eröffnungszeremonie die tschechische Fahne. Am 29. Dezember 2014 gelang ihr mit Platz zwei im Slalom von Kühtai nach mehr als vier Jahren wieder eine Podestplatzierung. Strachová gewann bei den Weltmeisterschaften 2015 in Vail/Beaver Creek die Slalom-Bronzemedaille (ihre insgesamt vierte WM-Medaille). Im weiteren Verlauf der Weltcupsaison 2014/15 fuhr sie zweimal auf den dritten Platz. In der Weltcupsaison 2015/16 standen zwei zweite und ein dritter Platz zu Buche, in der Weltcupsaison 2016/17 je ein zweiter und dritter Platz. Bei den Weltmeisterschaften 2017 in St. Moritz verpasste Strachová als Fünftplatzierte eine weitere Medaille nur um drei Zehntelsekunden. Zwei Wochen nach Saisonende gab sie ihren Rücktritt vom Spitzensport bekannt.

## Erfolge

### Olympische Spiele
- Turin 2006: 13. Slalom, 19. Kombination, 27. Super-G
- Vancouver 2010: 3. Slalom, 7. Super-Kombination, 27. Abfahrt
- Sotschi 2014: 9. Super-Kombination, 10. Slalom

### Weltmeisterschaften
- St. Anton 2001: 21. Slalom
- St. Moritz 2003: 9. Kombination
- Santa Caterina 2005: 3. Slalom, 5. Kombination, 10. Riesenslalom
- Åre 2007: 1. Slalom, 4. Super-Kombination, 12. Riesenslalom
- Val-d’Isère 2009: 2. Slalom, 11. Super-Kombination, 15. Super-G, 16. Riesenslalom
- Garmisch-Partenkirchen 2011: 12. Slalom
- Schladming 2013: 8. Slalom, 37. Riesenslalom
- Vail/Beaver Creek 2015: 3. Slalom
- St. Moritz 2017: 5. Slalom

### Weltcupwertungen
| Saison  | Gesamt | Gesamt | Super-G | Super-G | Riesenslalom | Riesenslalom | Slalom | Slalom | Kombination | Kombination |
| Saison  | Platz  | Punkte | Platz   | Punkte  | Platz        | Punkte       | Platz  | Punkte | Platz       | Punkte      |
| ------- | ------ | ------ | ------- | ------- | ------------ | ------------ | ------ | ------ | ----------- | ----------- |
| 2002/03 | 53.    | 133    | –       | –       | –            | –            | 19.    | 107    | 10.         | 26          |
| 2003/04 | 32.    | 246    | –       | –       | 60.          | 2            | 10.    | 244    | –           | –           |
| 2004/05 | 42.    | 172    | –       | –       | –            | –            | 11.    | 158    | 17.         | 14          |
| 2005/06 | 30.    | 235    | –       | –       | 42.          | 16           | 10.    | 206    | 24.         | 13          |
| 2006/07 | 9.     | 593    | 45.     | 11      | 20.          | 80           | 3.     | 405    | 6.          | 97          |
| 2007/08 | 16.    | 503    | 29.     | 34      | 21.          | 63           | 5.     | 392    | 31          | 14          |
| 2008/09 | 12.    | 582    | 37.     | 24      | 37.          | 29           | 2.     | 459    | 11.         | 70          |
| 2009/10 | 18.    | 373    | –       | –       | 43.          | 11           | 5.     | 347    | 27.         | 15          |
| 2010/11 | 36.    | 178    | –       | –       | -            | -            | 10.    | 178    | –           | –           |
| 2011/12 | 70.    | 75     | –       | –       | –            | –            | 25.    | 75     | –           | –           |
| 2012/13 | 53.    | 127    | –       | –       | –            | –            | 20.    | 127    | –           | –           |
| 2013/14 | 36.    | 199    | –       | –       | –            | –            | 13.    | 170    | 9.          | 29          |
| 2014/15 | 17.    | 376    | –       | –       | –            | –            | 4.     | 376    | –           | –           |
| 2015/16 | 20.    | 493    | –       | –       | –            | –            | 5.     | 493    | –           | –           |
| 2016/17 | 21.    | 394    | –       | –       | –            | –            | 6.     | 394    | –           | –           |

### Weltcupsiege
Šárka Strachová gewann zwei Einzel-Weltcuprennen. Hinzu kommen sieben zweite, acht dritte Plätze und 69 weitere Platzierungen unter den besten zehn sowie ein Sieg bei Mannschaftswettbewerben.
| Datum             | Ort   | Land | Disziplin |
| ----------------- | ----- | ---- | --------- |
| 30. November 2008 | Aspen | USA  | Slalom    |
| 29. November 2009 | Aspen | USA  | Slalom    |

### Europacup
- Saison 2004/05: 6. Riesenslalomweltcup
- 8 Podestplätze, davon 5 Siege:

| Datum            | Ort         | Land        | Disziplin    |
| ---------------- | ----------- | ----------- | ------------ |
| 5. Februar 2004  | Lenggries   | Deutschland | Slalom       |
| 28. Februar 2005 | Tonalepass  | Italien     | Riesenslalom |
| 1. März 2005     | Tonalepass  | Italien     | Riesenslalom |
| 8. März 2013     | Lenggries   | Deutschland | Slalom       |
| 20. Januar 2015  | Zell am See | Österreich  | Slalom       |

### Junioren-Weltmeisterschaften
- Tarvisio/ Sella Nevea 2002: 6. Kombination, 18. Slalom, 20. Abfahrt, 24. Riesenslalom
- Maribor 2004: 3. Slalom, 3. Kombination, 5. Riesenslalom, 10. Super-G, 13. Abfahrt
- Bardonecchia 2005: 1. Slalom, 5. Riesenslalom

### Weitere Erfolge
- 9 tschechische Meistertitel (Slalom 2002–2005; Riesenslalom 2003–2005; Super-G 2003, 2006)
- 5 Siege in FIS-Rennen